# Tim Griffin (curador)
Tim Griffin es un escritor, curador y ex editor estadounidense. Se desempeñó como director y curador jefe de The Kitchen. Fue redactor jefe de Artforum de 2003 a 2010.

## Biografía
Griffin recibió su licenciatura de artes en la Universidad de Columbia, summa cum laude, en 1992. En Columbia, fue alumno del filósofo y crítico francés Sylvère Lotringer. Posteriormente recibió su maestría en Bellas Artes de la Milton Avery Graduate School of the Arts del Bard College en 1999. Trabajó como músico, tocando la trompeta en varios conjuntos, como productor de teatro y curador de arte antes de ingresar al periodismo como editor de arte en Time Out New York.
De 2003 a 2010, Griffin fue editor en jefe de Artforum y se le reconoce su esfuerzo por transformar y vincular la crítica de arte de la revista con movimientos sociales, políticos e intelectuales . Fue editor general de la revista hasta unirse al centro de arte experimental The Kitchen como director y curador en jefe en 2011. Como director, Griffin supervisó proyectos de artistas como Chantal Akerman, Charles Atlas y Gretchen Bender. También desarrolló nuevas iniciativas y programas, incluido el LAB, una serie de debates interdisciplinarios. Dejó la dirección en 2021.
Tim Griffin está casado con Johanna Burton, directora del Museo de Arte Contemporáneo de Los Ángeles.
En 2015, el gobierno francés lo condecoró como Caballero de la Orden de las Artes y las Letras.